# 笹岡村 (岡山県)
笹岡村（ささおかそん）は、岡山県赤磐郡にあった村。現在の赤磐市の一部にあたる。

## 地理
砂川の上流の台地部に位置していた。

## 歴史
- 1889年（明治22年）6月1日、町村制の施行により、赤坂郡小原村、坂辺村、惣分村、大屋村、山手村が合併して村制施行し、笹岡村が発足[1][2]。旧村名を継承した小原、坂辺、惣分、大屋、山手の5大字を編成[2]。役場は惣分に設置したが、その後、坂辺に移転した[2]。
- 1900年（明治33年）4月1日、郡の統合により赤磐郡に所属[1][2]。
- 1953年（昭和28年）3月1日、赤磐郡鳥取上村、軽部村と合併し、町制施行し赤坂町を新設して廃止された[1][2]。合併後、赤坂町大字小原・坂辺・惣分・大屋・山手となる[2]。

### 地名の由来
往古の笹岡荘にちなむ。

## 産業
- 農業、マツタケ、葉煙草[2]